# (1788) Kiess
(1788) Kiess es un asteroide que forma parte del cinturón de asteroides y fue descubierto por el equipo del Indiana Asteroid Program de la universidad de Indiana desde el observatorio Goethe Link de Brooklyn, Estados Unidos, el 25 de julio de 1952.

## Designación y nombre
Kiess recibió inicialmente la designación de 1952 OZ.
Posteriormente se nombró en honor del astrónomo estadounidense Carl Clarence Kiess (1887-1967).

## Características orbitales
Kiess está situado a una distancia media de 3,114 ua del Sol, pudiendo alejarse hasta 3,608 ua y acercarse hasta 2,621 ua. Tiene una inclinación orbital de 0,671° y una excentricidad de 0,1584. Emplea en completar una órbita alrededor del Sol 2007 días.